# Сивцев Вражек (роман)
Си́вцев Вра́жек — самый знаменитый роман («роман-хроника») Михаила Осоргина (1928 год).

## История
Название роман получил по одноимённому топониму. Роман был написан Осоргиным в 1928 году, во время его второй эмиграции.

Замысел романа, как свидетельствует сам автор в автобиографической книге «Времена»,  возник в октябре 1917 года: 
Замысел романа о революции и трагической судьбе России возник, когда он вместе с известным композитором и виолончелистом был приглашён в гости к одной старой пианистке. В пустой квартире стоял только рояль, так как всё остальное было реквизировано новой властью. Вскоре должны были забрать и рояль, и пианистка, прощаясь с ним, устроила домашний концерт. Осоргин вспоминал, как утром шёл вместе с композитором, который, дрожа от холода, обнимал свою виолончель: «Я тоже нёс домой сокровище, полную чашу, которую не хотел расплескать, — идею романа, в котором какая-то роль будет отведена и моему спутнику. Но только спустя три года в казанской ссылке были написаны его первые строки. В чужом городе я окрестил свой первый большой роман именем одной их замечательных улиц города родного: „Сивцев Вражек“» /4, C.49/
По другим данным, роман был начат Осоргиным в 1918 году; опубликован 10 лет спустя, во Франции. Он был переведён на многие языки и принёс автору мировую известность.

## Сюжет
В центре произведения — история старого отставного профессора орнитологии Ивана Александровича и его внучки Татьяны, превращающейся из маленькой девочки в девушку-невесту. Хроникальный характер повествования проявляется в том, что события не выстроены в одну сюжетную линию, а просто следуют друг за другом.
Центр художественной структуры романа — дом на старой московской улице. Дом профессора-орнитолога — это микрокосм, подобный в своем строении макрокосму — Вселенной и Солнечной системе. В нём тоже горит своё маленькое солнце — настольная лампа в кабинете старика.
В романе писатель стремился показать относительность великого и ничтожного в бытии. Бытие мира в конечном счете определяется для Осоргина таинственной, безличной и внеморальной игрой космологических и биологических сил. Для земли движущая, живительная сила — это Солнце.

## Критика
В своих двадцати книгах (из них пять романов) Осоргин сочетает нравственно-философские устремления с умением вести повествование, следуя традиции И. Гончарова, И. Тургенева и Л. Толстого. Это сочетается с любовью к некоторому экспериментированию в области повествовательной техники: так, в романе «Сивцев Вражек» он выстраивает череду отдельных глав об очень разных людях, а также о животных. <…> Осоргин — автор нескольких автобиографических книг, которые располагают к себе скромностью автора и его жизненной позицией порядочного человека.

## Издания
Первый роман Осоргина «Сивцев Вражек» (1928 г.) был напечатан во Франции и принес писателю мировую известность. Сразу же после выхода он был переведен на основные европейские языки, в том числе славянские. Большой успех он имел в Америке, где английский перевод был награждён Книжным клубом специальной премией, как лучший роман месяца (1930 г.).
- Сивцев Вражек. — Париж, 1928, 1929
- Осоргин М. А. Сивцев Вражек: Роман. Повесть. Рассказы. — М.: Московский рабочий, 1990. — 704 с. — (Литературная летопись Москвы). — 150 000 экз. — ISBN 5-239-00627-X.
- Михаил Андреевич Осоргин. «Сивцев Вражек», серия «Времена», Романы и автобиографическое повествование. Ассоциация «Российская книга», Екатеринбург, Средне-Уральское книжное издательство, 1992.
- Осоргин М. А. Собрание сочинений. Т. 1. Сивцев Вражек: Роман. Повесть о сестре. Рассказы / Составление, предисловие, комментарии О. Ю. Авдеевой. — М.: Московский рабочий; НПК «Интелвак», 1999. — 542 с. — ISBN 5-239-01984-3